# Automeris harrisorum
Automeris harrisorum är en fjärilsart som beskrevs av Lemaire 1966. Automeris harrisorum ingår i släktet Automeris och familjen påfågelsspinnare. Inga underarter finns listade i Catalogue of Life.